# Canotaj la Jocurile Olimpice de vară din 2020 - Dublu vâsle categoria ușoară masculin
Proba masculină de canotaj dublu vâsle categoria ușoară de la Jocurile Olimpice de vară din 2020 a avut loc în perioada 24-29 iulie 2021 pe Sea Forest Waterway.

## Program
Orele sunt ora Japoniei (UTC+9) 
| Data                    | Timp  | Etapă          |
| ----------------------- | ----- | -------------- |
| Sâmbătă, 24 iulie 2021  | 10:50 | Calificări     |
| Duminică, 25 iulie 2021 | 10:00 | Recalificări   |
| Miercuri, 28 iulie 2021 | 11:10 | Semifinale A/B |
| Joi, 29 iulie 2021      | 8:50  | Finala B       |
| Joi, 29 iulie 2021      | 9:50  | Finala A       |
| Joi, 29 iulie 2021      | 11:20 | Finala C       |

## Rezultate

### Calificări

#### Calificări - cursa 1
| Loc | Culoar | Concurenți                                | Țară       | Timp    | Note |
| --- | ------ | ----------------------------------------- | ---------- | ------- | ---- |
| 1   | 3      | Jonathan Rommelmann Jason Osborne         | Germania   | 6:21,71 | C    |
| 2   | 1      | Stefano Oppo Pietro Ruta                  | Italia     | 6:24,25 | C    |
| 3   | 2      | Pedro Fraga Afonso Costa                  | Portugalia | 6:44,09 | R    |
| 4   | 4      | Shakhboz Kholmurzaev Sobirjon Safaroliyev | Uzbekistan | 6:44,98 | R    |
| 5   | 6      | César Amaris José Güipe                   | Venezuela  | 6:46,11 | R    |
| 6   | 5      | Siwakorn Wongpin Nawamin Deenoi           | Thailanda  | 7:07,05 | R    |

#### Calificări - cursa 2
| Loc | Culoar | Concurenți                          | Țară    | Timp    | Note |
| --- | ------ | ----------------------------------- | ------- | ------- | ---- |
| 1   | 4      | Fintan McCarthy Paul O'Donovan      | Irlanda | 6:23,74 | C    |
| 2   | 1      | Jiří Šimánek Miroslav Vraštil Jr.   | Cehia   | 6:28,10 | C    |
| 3   | 2      | Jerzy Kowalski Artur Mikołajczewski | Polonia | 6:31,85 | R    |
| 4   | 3      | Igor Khmara Stanislav Kovalov       | Ucraina | 6:36,05 | R    |
| 5   | 6      | Arjun Lal Arvind Singh              | India   | 6:40,33 | R    |
| 6   | 5      | Bruno Cetraro Felipe Kluver         | Uruguay | 6:42,85 | R    |

#### Calificări - cursa 3
| Loc | Culoar | Concurenți                      | Țară     | Timp    | Note |
| --- | ------ | ------------------------------- | -------- | ------- | ---- |
| 1   | 2      | Kristoffer Brun Are Strandli    | Norvegia | 6:25,74 | C    |
| 2   | 6      | Niels van Zandweghe Tim Brys    | Belgia   | 6:26,51 | C    |
| 3   | 1      | Patrick Keane Maxwell Lattimer  | Canada   | 6:27,54 | R    |
| 4   | 3      | Caetano Horta Manel Balastegui  | Spania   | 6:38,72 | R    |
| 5   | 4      | César Abaroa Eber Sanhueza      | Chile    | 6:53,15 | R    |
| 6   | 5      | Kamel Ait Daoud Sid Ali Boudina | Algeria  | 6:57,32 | R    |

### Recalificări
Primele trei perechi s-au calificat în semifinalem, iar celelalte echipaje s-au calificat în Finala C.

#### Recalificări - cursa 1
| Loc | Culoar | Concurenți                      | Țară       | Timp    | Note |
| --- | ------ | ------------------------------- | ---------- | ------- | ---- |
| 1   | 2      | Igor Khmara Stanislav Kovalov   | Ucraina    | 6:36,28 | C    |
| 2   | 3      | Patrick Keane Maxwell Lattimer  | Canada     | 6:36,79 | C    |
| 3   | 1      | Bruno Cetraro Felipe Kluver     | Uruguay    | 6:36,87 | C    |
| 4   | 4      | Pedro Fraga Afonso Costa        | Portugalia | 6:36,95 | FC   |
| 5   | 5      | César Abaroa Eber Sanhueza      | Chile      | 6:48,22 | FC   |
| 6   | 6      | Siwakorn Wongpin Nawamin Deenoi | Thailanda  | 7:20,50 | FC   |

| Loc | Culoar | Concurenți                                | Țară       | Timp    | Note |
| --- | ------ | ----------------------------------------- | ---------- | ------- | ---- |
| 1   | 3      | Jerzy Kowalski Artur Mikołajczewski       | Polonia    | 6:43,44 | C    |
| 2   | 4      | Caetano Horta Manel Balastegui            | Spania     | 6:45,71 | C    |
| 3   | 5      | Arjun Lal Arvind Singh                    | India      | 6:51,36 | C    |
| 4   | 2      | Shakhboz Kholmurzaev Sobirjon Safaroliyev | Uzbekistan | 6:56,22 | FC   |
| 5   | 1      | César Amaris José Güipe                   | Venezuela  | 7:01,46 | FC   |
| 6   | 6      | Kamel Ait Daoud Sid Ali Boudina           | Algeria    | 7:12,08 | FC   |

### Semifinale

#### Semifinala A/B 1
| Loc | Culoar | Concurenți                          | Țară     | Timp     | Note |
| --- | ------ | ----------------------------------- | -------- | -------- | ---- |
| 1   | 4      | Jonathan Rommelmann Jason Osborne   | Germania | 6:07,33  | FA   |
| 2   | 1      | Bruno Cetraro Felipe Klüver         | Uruguay  | 6:11,48  | FA   |
| 3   | 5      | Jiří Šimánek Miroslav Vraštil Jr.   | Cehia    | 6:11,88  | FA   |
| 4   | 2      | Jerzy Kowalski Artur Mikołajczewski | Polonia  | 6:12,79  | FB   |
| 5   | 6      | Patrick Keane Maxwell Lattimer      | Canada   | 6:18.29  | FB   |
| 6   | 3      | Kristoffer Brun Are Strandli        | Norvegia | 12:16.25 | FB   |

#### Semifinala A/B 2
| Loc | Culoar | Concurenți                     | Țară    | Timp    | Note              |
| --- | ------ | ------------------------------ | ------- | ------- | ----------------- |
| 1   | 3      | Fintan McCarthy Paul O'Donovan | Irlanda | 6:05,33 | FA Record mondial |
| 2   | 4      | Stefano Oppo Pietro Ruta       | Italia  | 6:07,70 | FA                |
| 3   | 2      | Niels van Zandweghe Tim Brys   | Belgia  | 6:13,07 | FA                |
| 4   | 5      | Igor Khmara Stanislav Kovalov  | Ucraina | 6:14,57 | FB                |
| 5   | 1      | Caetano Horta Manel Balastegui | Spania  | 6:15,49 | FB                |
| 6   | 6      | Arjun Lal Arvind Singh         | India   | 6:24,41 | FB                |

### Finale

#### Finala C
| Loc | Culoar | Concurenți                                | Țară       | Timp    | Note |
| --- | ------ | ----------------------------------------- | ---------- | ------- | ---- |
| 13  | 3      | Pedro Fraga Afonso Costa                  | Portugalia | 6:24,44 |      |
| 14  | 5      | César Abaroa Eber Sanhueza                | Chile      | 6:31,97 |      |
| 15  | 2      | César Amaris José Güipe                   | Venezuela  | 6:36,37 |      |
| 16  | 4      | Shakhboz Kholmurzaev Sobirjon Safaroliyev | Uzbekistan | 6:40,25 |      |
| 17  | 6      | Kamel Ait Daoud Sid Ali Boudina           | Algeria    | 6:41,62 |      |
| 18  | 1      | Siwakorn Wongpin Nawamin Deenoi           | Thailanda  | 6:56,13 |      |

#### Finala B
| Loc | Culoar | Concurenți                          | Țară     | Timp    | Note  |
| --- | ------ | ----------------------------------- | -------- | ------- | ----- |
| 7   | 2      | Caetano Horta Manel Balastegui      | Spania   | 6:15,45 |       |
| 8   | 4      | Jerzy Kowalski Artur Mikołajczewski | Polonia  | 6:16,01 |       |
| 9   | 3      | Igor Khmara Stanislav Kovalov       | Ucraina  | 6:16,92 |       |
| 10  | 5      | Patrick Keane Maxwell Lattimer      | Canada   | 6:17,60 |       |
| 11  | 1      | Arjun Lal Arvind Singh              | India    | 6:29,66 |       |
| 12  | 6      | Kristoffer Brun Are Strandli        | Norvegia | NS      | [ 2 ] |

#### Finala A
| Loc | Culoar | Concurenți                        | Țară     | Timp    | Note |
| --- | ------ | --------------------------------- | -------- | ------- | ---- |
| 1   | 3      | Fintan McCarthy Paul O'Donovan    | Irlanda  | 6:06,43 |      |
| 2   | 4      | Jonathan Rommelmann Jason Osborne | Germania | 6:07,29 |      |
| 3   | 2      | Stefano Oppo Pietro Ruta          | Italia   | 6:14,30 |      |
| 4   | 1      | Jiří Šimánek Miroslav Vraštil Jr. | Cehia    | 6:16,42 |      |
| 5   | 6      | Niels van Zandweghe Tim Brys      | Belgia   | 6:18,10 |      |
| 6   | 5      | Bruno Cetraro Felipe Klüver       | Uruguay  | 6:24,21 |      |